# Langur de cara porprada
El langur de cara porprada (Semnopithecus vetulus) és una espècie de primat de la família dels cercopitècids. És endèmic de Sri Lanka. El seu hàbitat natural són els boscos amb un dosser prou important, tot i que si el seu hàbitat ha quedat destruït, pot endinsar-se a jardins i plantacions, tot i que no és capaç de sobreviure-hi gaire temps. Està amenaçat per la invasió del seu hàbitat per part dels humans, la desforestació i la conversió de terreny per a fins agrícoles.